# 適正技術
適正技術(てきせいぎじゅつ、英: appropriate technology)とは、その社会の与えられた環境、条件、ニーズに最も有効である技術、その技術の選択に対する考え方のことである。特に、国際協力の分野では、途上国への技術移転を実施する際に、当該技術が途上国の経済や技術環境などの諸条件と合致した技術やその技術の選択を指す。第二次世界大戦の終結から冷戦の期間に、先進国から途上国へ活発に技術移転が行われたが、その成果が社会全体に波及せず、経済格差の是正も進展しなかった。また先進国と途上国の経済格差も縮小することなくむしろ拡大した。このような多額の資金が必要となる近代技術の開発途上国への移転が失敗してきたという認識から、「途上国の発展や貧困を解消するためにどのような技術が必要か」という問題意識のもとで議論されている事柄である。ただし適正技術の定義は論者によって異なり、また時代の変遷に応じて変化し、確立した厳密な定義は存在していない。
一般に適正技術の概念を最初に提示したのは、イギリスの経済学者のエルンスト・フリードリッヒ・シューマッハーとされ、1960年代半ばに提示した「中間技術」がその嚆矢とされる。

## 適正技術の定義
「適正」の訳が当てられている「appropriate」は「(その場所、条件などに)適した、妥当な」という意味がある。一般に「適応技術とは、社会の与えられた環境、条件、需要に最も有効である技術のこと」と理解される。しかし、東南アジアで技術支援を長年おこなってきた田中直は「『適正技術』の確立した定義はいまだに存在しない」としている。田中直は適正技術は使う人によってその意味することが異なっており、これを「適正技術ということばのゆらぎ」と表現している。

### 適正技術への誤解
環境学者で水俣病などの公害の原因究明と被害者支援に取り組んでいた宇井純は、現代技術への疑念とそれに対するアンチテーゼとしての適正技術に可能性を感じていた。宇井は、インドの技術者の適正技術論を引用して、適正技術には以下の誤解があると論じた。
- 適正技術は反工業化主義である[11]
- 適正技術は現代技術への対抗手段である[12]
- 適正技術は生産技術に限定される[12]
- 適正技術は原始的技術である[12]
- 適正技術は先進工業国の陰謀である[13]
- 適正技術は社会変革の代替である[14]
- 適正技術も結局は支配階級を利するものである[10]。

### 適正技術の判断基準
まず、ある社会に導入しようとする技術が、最初から「適正技術」か否か判断することは容易ではない。技術を選択し、試行錯誤し、奨励や普及活動し、定着して初めて「適正」に合致したと評価できるからである。例えば、風車や水車が、場所を問わずにどこでも適正技術になるということにはならないし、逆に火力発電がかならず悪いともいえない。田中直はさらに、近代技術に対する立ち位置によっても、「技術を選択するにあたって大きな相違を生み出す要因となる」と主張した。それはつまり、「近代技術をきびしく批判する立場に立つと、選択する技術も伝統的で土着的なものに限定されざるを得ないし、逆に近代技術にも一定の評価を与える立場にたつと、技術選択の幅は広がる一方で近代技術の負の側面をいかにクリアするかという課題もかかえることになる」ということである。

### ゆらぎの要因
田中直は「適正技術」という用語について、『いわゆる「途上国」の開発というコンテクストと近代科学技術批判のコンテクストとが錯綜する中で使われ、かつそれぞれのコンテクストにおいても論者の重視するものによって、相当に大きな振れ幅の中で使われて』いると説明した。田中はこの用語の含意のゆらぎは、主観的判断を許しやすい「適正な」という形容動詞と「技術」という普通名詞の組み合わせによることに起因する、と推測している。

## 適正技術の系譜

### シューマッハーの中間技術
シューマッハーは、1965年9月にユネスコ主催の「ラテンアメリカ発展のための科学および技術の適用に関する会議」で報告した論文「中間技術開発を必要とする社会・経済上の諸問題」で中間技術の考えを初めて発表した。1973年に刊行した『スモール イズ ビューティフル』(原題：Small Is Beautiful)では、当時の論文で示した「中間技術(Intermediate technology)」について以下のように定義した。
またシューマッハーは中間技術が達成すべき目標として以下の4項目を挙げた。
1. 仕事場は、人びとが現に住んでいるところに作ること[17]。彼らが移住したがる都市部はできるだけ避ける[17]。
2. 仕事場を作るコストを平均してごく安くし、手の届かないほど高い水準の資本蓄積や輸入などに頼らずに、数多く作れるようにすること[18]。
3. 生産方法を比較的単純なものにして、生産工程をはじめ、組織、原料手当、金融、販売等においても、高度の技術はできるだけ避けること[18]。
4. 材料としては、おもに地場の材料を使い、製品は主として地場の消費に向けること[18]。

シューマッハーはマハトマ・ガンディーの思想から強い影響を受け、またビルマの経済計画にも接したことから仏教的な考え方の影響もうけていたといわれる。
ところが、同じ『スモール イズ ビューティフル』の中で後年に書かれたと思われる部分では、異なる「中間技術」の以下の定義を示している。
このように途上国への移転コストの問題から近代科学技術批判へと論点が動いていることがわかる。田中直は、シューマッハー自身によるこの定義の「ゆらぎ」を、「1960年代後半から1970年代に顕著になった天然資源枯渇問題、公害、人間疎外など近代技術がもたらした問題が念頭にあり、これらの問題を解決するための中間技術を論じるようになった」と解釈した。
シューマッハーの中間技術論は、1965年にイギリスのロンドンで中間技術開発グループを主体とした中間技術普及運動として活動が進められるようになった。

### OECDの適正技術の定義
シューマッハー以降、さまざまな公的機関や国際機関が適正技術について論じるようになった。
経済協力開発機構(OECD)の調査機関である「開発センター(Development Centre)」は、1972年に途上国への技術移転についての最初の国際セミナーを開催した。このセミナーの延長線上に技術選択に関する政策的課題として「低コスト技術」を取り上げ、1974年に実務家向けの国際セミナーを開催した。その後も議論を深め、研究員であったニコラス・ジェキェ(Nicolas Jequier)を中心として『適正技術：問題点と展望』(Appropriate Technology:Problems and Promises)と題した報告書を出した。
同報告書の第1章では適正技術の語源と定義について説明しているが、「適正技術」「低コスト技術」「中間技術」等として呼ばれる技術には、広く受け入れられる定義は存在しないと記述されている。「中間技術」という場合には工学分野になじみやすい概念であるのに比べ、「低コスト技術」では経済学の概念の色彩が濃く、「適正技術」という表現では、社会的・文化的な価値基準に照らした判断という意味合いが強いとした。
また報告書が強調したもう一つの点は、「革新(innovation)」の重要性であった。通常「革新」を使うときに問題とされる技術は、いわゆる先端技術であるが、適正技術論における革新は、例えば水車のように、過去に使っていた経験があるが現在は「眠っている技術」を呼び起こすことも含み得るということである。
OECDの示した適正技術論には、「外国資本導入による上からの工業化が発展途上国の当初の期待を裏切り、問題を解決していない」という認識があった。このため革新の機会を増やすシステムを重要視すべきであり、革新の担い手である発明家や企業家が多く出現する環境を創出する必要があると論じた。これを実現するためには2つの方法があるとした。以下に示す。
- 革新には成功と失敗の両方がつきまとうことを理解した上で、中間技術の革新の試みが多くなされる社会環境をつくることであり、失敗の数は多くとも成功例の歩止まりもある程度達成できる方法を採用すること[24]
- 成功に貢献した諸要素を系統的に検証していくことで失敗の比率を低減させていくこと[24]

OECDの適正技術論は、技術の政治的側面や社会的側面を重視したことで議論を大きく前進させた。しかし、革新の機会を増やすシステムの具体的内容については多く提示するまでには至らなかった。

### UNIDOによる適正技術論
1975年、ペルーのリマで開かれた国際連合工業開発機関(UNIDO)の第2回総会で、適正技術の推進する方策を立案した。一方、この総会では当時の途上国の工業化への楽観的な展望を反映して、「2000年までに途上国の工業生産高を全世界の25%までに高める」という目標も宣言していた。現実にこれを達成しようとすれば各国は急速な工業化政策をとらなければならなくなるものであった。
このため、UNIDOの適正技術論は、近代的な先進技術を扱う工業と、同時に工業の地方分散化が必要であり、地方分散的工業には先進国で発達した技術や開発方針をそのままあてはめることは困難であり、異なる技術が必要であるという認識が出発点であった。このような工業化のやり方は、必然的に二重経済を招き、各々に適合する技術の二重性が必要となり、これをどのように克服するのかという経路をたどった。つまりUNIDOの適正技術論は、途上国の工業化をいかに達成するかという問題意識に沿って論じられ、近代的な先進技術を扱う工業と、それとは異なる技術を必要とする地方分散的工業との有機的統合を重視するところに特徴があった。
UNIDOは1978年にインドで2度の国際会議を開催し、行動プログラムを策定した。そして、これまでの議論の成果を報告書として出版することが決定した。
この報告書で、適正技術は「通常労働集約的な特徴を持ち、小規模生産によって使用され、発展途上国の伝統的技術に部分改良を加えたものであることが多い」「しかし、例えば素材生産産業のように資本集約的な技術が適正であるかもしれない。この場合でも生産工程を分離して考慮すべきであり、代替し得る技術の検討を経て採用されるべき技術」と説明された。基本的には生産コストを抑え経済性を基準に適正技術を判断する方針であった。しかし、新技術を習得するまでの間の高コストの容認や、過渡期の地方分散的な小規模事業者の保護の必要性も盛り込んでいた。
UNIDOの適正技術論は、技術を途上国の現状にあてはめようと努力した。しかし、その結果、何を適正と考えるか、その基準が多面的であいまいであるため、ますます議論を拡散させる結果となった。

### オルタナティブ技術運動
1970年代、先進国においても工業化の大きな転換点を迎えた。特に公害など環境汚染の問題、天然資源の枯渇の問題であり、その代表的なものがローマクラブが示した『成長の限界』である。このような工業社会への批判からでてきたものが「オルタナティブ技術運動」であった。
1974年、イギリスのデイビッド・ディクソン(David Dickson)が『オルタナティブ・テクノロジー技術変革の政治学』と題した著書を出した。ディクソンは様々な「オルタナティブ技術運動」について、ある共通因子があり、目指すべき技術進歩の方向があると主張した。以下参照。

### ILOのベーシック・ニーズ・アプローチ
適正技術を社会的・文化的な面で地域に適合しているか否かという基準について、その基準を「ベーシック・ニーズ・アプローチ(基本的欲求の充足)」に置こうというのが、国際労働機関(ILO)の考え方であった。ILOは、1976年の世界雇用会議において行動原理を採択した。ここで、ベーシック・ニーズ(基本的欲求)として、以下の生産物とサービスを定義した。
これまでの経済理論では、消費者がある生産物に対して金を払って購入するという事実があるならば、その生産物は「適切」であるとみなしていた。一方、ILOのベーシック・ニーズという考え方では、適切な生産物とは、所得制約の条件下で、代替物との比較において消費者の選択の行為によって選ばれた商品またはサービスのうち特定のベーシック・ニーズをもっともよく満たすものを指す、とした。
これまでの技術選択の議論が、常に生産技術を対象として捉えてきたが、最終生産物である商品の適正さを問題とし、その適正な生産物を能率的に供給しうる技術を「適正技術」であると考える、という考え方がここで登場した。
またILOの適正技術論の特徴は、途上国政府が所得分配を重視した開発政策をとることによって、低所得者層に適切な生産物を供給する技術が奨励され、そのことがまた低所得者層の所得を引き上げるような産業を創設することになるであるところを主張したところにあった。つまり政府の所得再配分政策が、適正技術を媒介に達成することを想定したものであった。

## 適正技術への批判
1970年代、「適正技術」は一種のブームであった。ただ、適正技術の普及に熱心であったのは、途上国よりむしろ国際機関や先進国であった。このため途上国には、「先進国と途上国の相対的位置関係を固定するための陰謀である」という論が生じた。
この先進国での適正技術ブームともいうべき状況に対してラングドン・ウィナーは批判し、「『何に対しての適正なのか』という問いに答えない限り、『適正技術』の概念に意味はない」と述べた。ウィナーはさらに「ある国にとって好都合な農業技術が、別の国にとって望ましいとは限らない。つまりどの社会も、自分のニーズに適正な手段が何であるかを、決めなければならなかった。(中略)。『適正技術』が何らかの意味を持つためには、文化的規範に挑戦し、新しい文化規範を提案すべきなのである」と述べた。
また適正技術のブームの中で発生した「さまざまな適正技術を集めて分類し目録化する試み」に対してもラングドン・ウィナーは厳しく批判した。技術を評価する価値基準体系は両立不可能なさまざまな条件で満ちており、「そもそも内部に矛盾をかかえているもの」と論じた。そして適正技術とされるものほとんどは実用性が疑わしいとして、以下のように論じた。
サセックス大学のエイドリアン・スミスは、「適正技術の主張と試みの多くは、大企業による製品を拒否するといったこだわりや、閉じたコミュニティ内での実践のために、少なくとも先進国の中では大きな潮流を形成することなく現在に至っている」と指摘している。
ラングドン・ウィナーは、適正技術という言葉を使う人々に対しても以下のような批評を行っている。
東南アジアで開発援助の現場を行っていた田中直は、純粋に近代技術が途上国の人々を強く惹きつけるものであるとしたうえで、以下のように適正技術のあるべき姿を示した。